# Deckenia
Deckenia é um género botânico pertencente à família Arecaceae.